# 63788 Jonlarsen
63788 Jonlarsen è un asteroide della fascia principale interna. Scoperto nel 2001, presenta un'orbita caratterizzata da un semiasse maggiore pari a 2,322770 UA e da un'eccentricità di 0,144029, inclinata di 3,411926ª rispetto all'eclittica.